# Under the Greenwood Tree

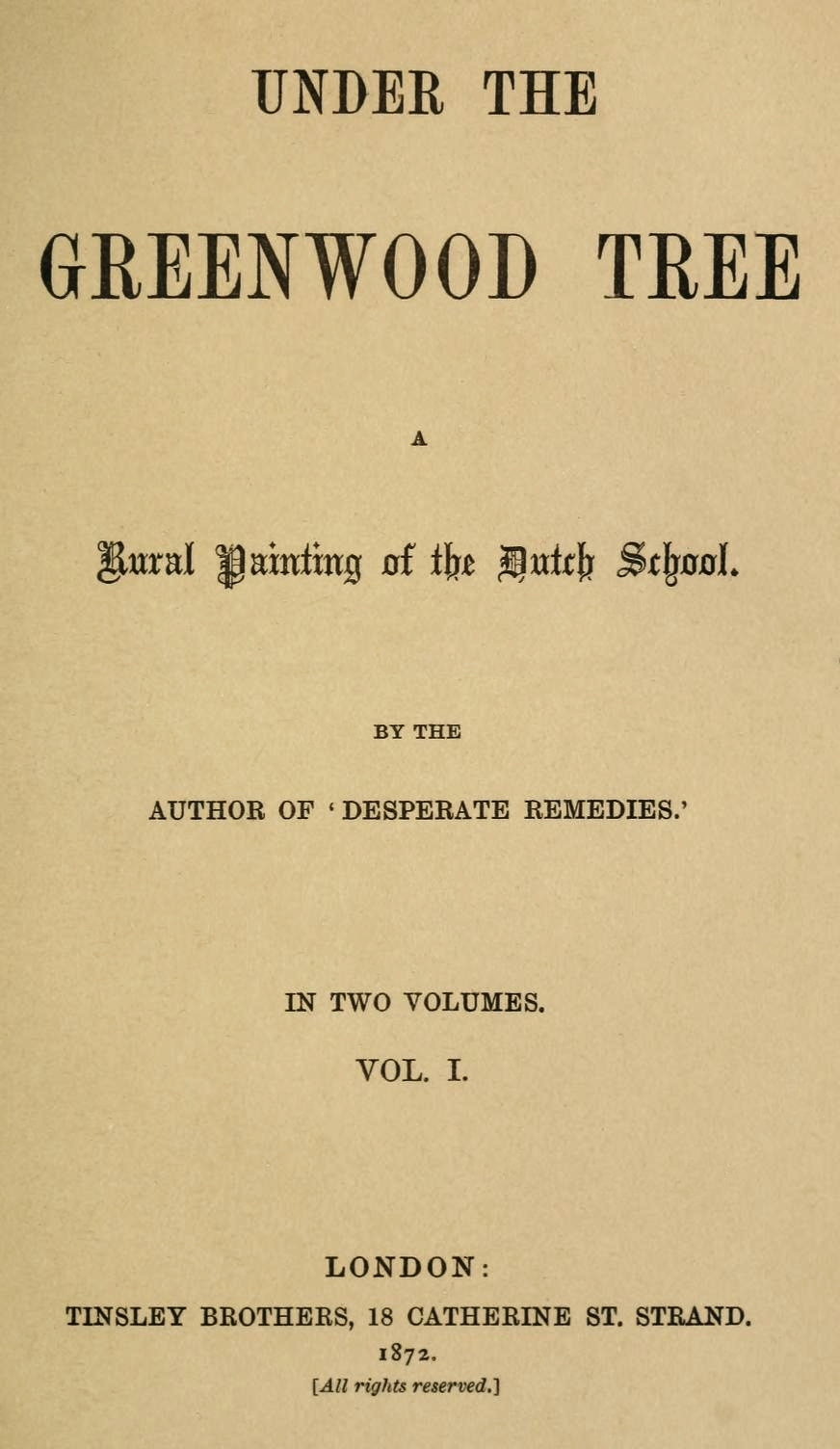
Titelpagina van de eerste druk, 1872

Under the Greenwood Tree (of The Mellstock Quire: A Rural Painting of the Dutch School) is een roman uit 1872 van de Engelse schrijver Thomas Hardy. Het was zijn tweede gepubliceerde roman en qua inhoud en toonzetting zeker een van de vrolijkste.
In een licht-komische en toch melancholieke setting wordt een klein idyllisch liefdesverhaal verteld dat zich afspeelt tegen de achtergrond van het landelijke dorp Mellstock (in Hardy's fictieve graafschap Wessex de aanduiding voor Stinsford), waar het plaatselijke kerkkoor in grote verwarring is, omdat het vervangen zal worden door een harmonium dat bespeeld zal worden door de nieuwe en aantrekkelijke schooljuffrouw Fancy Day.
Dick Dewy, de vrachtrijder, heeft het oog laten vallen op Fancy. Men, en vooral de vader van Fancy, vindt dat Dick hiermee te hoog mikt. Hij ambieert een betere partij voor haar en met name de rijke boer Shiner wordt door hem naar voren geschoven. Ook de plaatselijke dominee Maybold dingt naar haar hand, maar ondanks een haastige belofte aan Maybold weet Dick zijn geliefde uiteindelijk toch voor zich te winnen.